# 43 a. C.
El año 43 antes de Cristo fue un año común que comenzó en domingo, lunes o martes, o un año bisiesto comenzado en domingo o lunes (las fuentes difieren) del calendario juliano. También fue un año común comenzado en lunes del calendario juliano proléptico. En ese momento, era conocido como el año del consulado de Pansa e Hirtius (o menos frecuentemente, año 711 Ab Urbe condita).

## Acontecimientos
- Octaviano, Marco Antonio y Lépido forman el Segundo Triunvirato.
- César Augusto crea la Legio III Augusta.
- Hispania Citerior, Lépido; Hispania Ulterior, Cayo Asinio Polión.[1]

## Nacimientos
- 20 de marzo - Ovidio, poeta romano, autor de El arte de amar.

## Fallecimientos
- Cicerón, político, filósofo, escritor y orador romano.
- Aulo Hircio, político y militar romano.